# Blood Bound
„Blood Bound“ je píseň švédské heavy metalové kapely HammerFall, která vyšla 28. ledna 2005 jako singl u vydavatelství Nuclear Blast.
Jedná se o jediný singl, který vyšel k řadovému albu Chapter V: Unbent, Unbowed, Unbroken. Ke skladbě Blood Bound byl natočen videoklip.
Singl dále obsahuje instrumentální / karaoke verzi skladby Blood Bound a live verzi skladby The Metal Age z alba Glory to the Brave.
Obal alba vytvořil Samwise Didier.

## Skladby
1. Blood Bound – 3:50
2. Blood Bound (karaoke verze) – 3:51
3. The Metal Age (live) – 5:38

## Sestava
- Joacim Cans – zpěv
- Oscar Dronjak – kytara
- Stefan Elmgren – kytara
- Magnus Rosén – baskytara
- Anders Johansson – bicí